# Кабинет Шимоните
Кабинет министров Ингриды Шимоните (лит. Ingridos Šimonytės ministrų kabinetas) — 18-й кабинет министров Литвы под руководством премьер-министра Ингриды Шимоните («Союз Отечества»), сформированный по результатам парламентских выборов 2020 года, на которых «Союз Отечества» получил 50 из 141 мандатов в Сейме Литвы. 24 ноября Сейм Литвы утвердил Шимоните в качестве премьер-министра. Кабинет утверждён Сеймом Литвы и приведён к присяге 11 декабря 2020 года. Сменил кабинет под руководством премьер-министра Саулюса Сквернялиса. В коалицию вошли «Союз Отечества», «Движение либералов» и Партия свободы.

## Распределение портфелей
|  | «Союз Отечества»     | 7 |
|  | Партия свободы       | 2 |
|  | «Движение либералов» | 2 |

## Состав
| Пост                                | Изображение | Имя                           | Период полномочий                | Партия               |
| ----------------------------------- | ----------- | ----------------------------- | -------------------------------- | -------------------- |
| Премьер-министр                     |             | Ингрида Шимоните              | с 11 декабря 2020                | «Союз Отечества»     |
| Министр окружающей среды            |             | Симонас Гентвилас             | с 11 декабря 2020                | «Движение либералов» |
| Министр энергетики                  |             | Дайнюс Крейвис                | с 11 декабря 2020                | «Союз Отечества»     |
| Министр экономики и инноваций       |             | Аушрине Армонайте             | с 11 декабря 2020                | Партия свободы       |
| Министр финансов                    |             | Гинтаре Скайсте               | с 11 декабря 2020                | «Союз Отечества»     |
| Министр обороны                     |             | Арвидас Анушаускас            | 11 декабря 2020 — 25 марта 2024  | «Союз Отечества»     |
| Министр обороны                     |             | Лауринас Касчюнас             | с 26 марта 2024                  | «Союз Отечества»     |
| Министр культуры                    |             | Симонас Кайрис                | с 11 декабря 2020                | «Движение либералов» |
| Министр социальной защиты и труда   |             | Моника Навицкене              | 11 декабря 2020 — 13 июня 2024   | «Союз Отечества»     |
| Министр социальной защиты и труда   |             | Витаутас Шилинскас            | с 27 июня 2024                   | беспартийный         |
| Министр транспорта и связи          |             | Марюс Скуодис                 | с 11 декабря 2020                | беспартийный         |
| Министр здравоохранения             |             | Арунас Дулкис                 | 11 декабря 2020 — 6 августа 2024 | беспартийный         |
| Министр здравоохранения             |             | Ауримас Печкаускас            | с 6 августа 2024                 | беспартийный         |
| Министр образования, науки и спорта |             | Юргита Шюгждинене             | 11 декабря 2020 — 23 мая 2023    | «Союз Отечества»     |
| Министр образования, науки и спорта |             | Гинтаутас Якштас              | 4 июля 2023 — 10 апреля 2024     | беспартийный         |
| Министр образования, науки и спорта |             | Радвиле Моркунайте-Микуленене | с 27 июня 2024                   | «Союз Отечества»     |
| Министр юстиции                     |             | Эвелина Добровольска          | с 11 декабря 2020                | Партия свободы       |
| Министр иностранных дел             |             | Габриэлюс Ландсбергис         | с 11 декабря 2020                | «Союз Отечества»     |
| Министр внутренних дел              |             | Агне Билотайте                | с 11 декабря 2020                | «Союз Отечества»     |
| Министр сельского хозяйства         |             | Кястутис Навицкас             | 11 декабря 2020 — 6 августа 2024 | «Союз Отечества»     |
| Министр сельского хозяйства         |             | Казис Старкявичюс             | с 6 августа 2024                 | «Союз Отечества»     |